# NGC 1329
NGC 1329 é uma galáxia espiral (Sa) localizada na direcção da constelação de Eridanus. Possui uma declinação de -17° 35' 30" e uma ascensão recta de 3 horas, 26 minutos e 02,5 segundos.
A galáxia NGC 1329 foi descoberta em 11 de Dezembro de 1835 por John Herschel.